# 9º Jamboree mondiale dello scautismo
Il 9º Jamboree mondiale dello scautismo si tenne a Sutton Park, Sutton Coldfield nel Regno Unito dal 1 al 12 agosto 1957. Fu il Jamboree del 50º anniversario dello scautismo. Per commemorare l'evento fu innalzato un obelisco a Sutton Park. Dal campo operò una radio amatoriale e fu pubblicato il giornale "Jubilee Journal". Durante questo campo fu ideato il Jamboree On The Air (JOTA).
Pare che a questo evento fece il suo debutto come cantante Paul McCartney, assieme a suo fratello Michael.